# جواز سفر فلسطيني

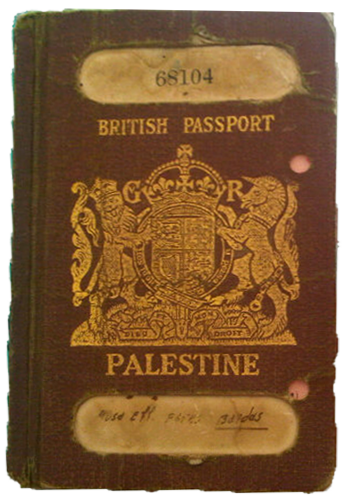
جواز السفر الفلسطيني أثناء الانتداب البريطاني

جواز السفر الفلسطيني تُصدره السلطة الوطنية الفلسطينية لتسهيل عملية السفر الدُولية للفلسطينيين بناءً على اتفاقية الحكومة الذاتية الفلسطينية وفقاً لاتفاقية أوسلو المُوقعة في 13 سبتمبر 1993.
بَعدَ قيام السلطة الوطنية الفلسطينية عام 1994 على جزء من فلسطين التاريخية، مُنح المُواطن الفلسطيني في الضفة الغربية وَقطاع غزة جَواز سفر ذو لونٍ أَخضر، وَمُنح جواز سفر دبلوماسي للقيادات العُليا السياسية والاقتصادية والدينية والأمنية، وفي عام 2008 تقرر تغيير جواز السفر العادي إلى اللون الأسود مع زيادة مدة صلاحيته إلى 5 سنوات.
تم الإعلان في البداية على أنَهُ يُسمح باستخراج جواز السَفر الفلسطيني لأي شَخص يُقدم شهادة ميلاد فلسطينية ولكنَ الأمر غير واضح المَعالم حتى الآن، وَيُسمح حالياً باستخراج جواز السَفر الفلسطيني العادي لمن يَملك بطاقة شخصية فلسطينية، أما المُقيمين في خارج فلسطين فَيحتاجون لِتقديم توكيل صادر عن جهة رسمية مثل سفارة أو محكمة مختصة أو كاتب عدل، ومن المَعروف أنَّ إصدار الجوازات الفلسطينية مُقيد بالإجراءات التي يفرضها الاحتلال الإسرائيلي بناءً على ما سَمحتهُ له اتفاقية أوسلو.

## التاريخ
في الفَترة ما بين 1924-1948 كانَ مُصطلح «الجواز الفلسطيني» يُشير إلى وثائق السَفر المُتاحة للمُقيمين في فلسطين أثناء فترة الانتداب البريطاني عليها، وكانت هذه الجوازات تحمل اسم (جواز سفر بريطاني، فلسطين) وَتَصدر مِن قبل المفوض السامي على فلسطين، وفي 15 مايو 1948 أصبحت جَميع هذه الجوازات غير صالحة نظراً لانتهاء فترة الانتداب البريطاني على فلسطين. وفي أعقاب الحرب العربية الإسرائيلية عام 1948 أُتيحَ للمقيمين في فِلسطين الحُصول على الجواز الأردني وَالجواز الإسرائيلي، وذلك بناءً على أنَّ «من بقيَ في فلسطين بعد حرب 1948 هوَ مواطن رسمي فيها يُحق له الحصول على الجواز»، أما الفلسطينيين الذين هجروا أو هربوا إلى سوريا وَلبنان وَمصر أصبحوا عديمي الجنسية، خاصةً أنَّ مصر وسوريا ولبنان لم تسمح لَهم بالحصول على جنسيتها والاندماج بها كمواطنين رسميين.
وفي الفترة ما بين 1949-1959 أَصدرت حكومة عموم فلسطين الخاضِعة للإدارة المصرية جوازات «عموم فلسطين» للفلسطينيين المُقيمين في قطاع غزة وَمصر، وبالرغم من ذلك لم يُسمح لحاملي هذا الجَواز بالتحرك بحرية داخِل جمهورية مصر العربية، أما سُكان الضفة الغربية فمنذُ توقيع هدنة رودس في 3 نيسان 1949 وحتى 3 نيسان 1950 كانوا يعيشون تحت الإدارة الأردنية بجنسيتهم الفلسطينية، وفي عام 1950 أعلن ملك الأردن حسين بن طلال ضَم الضفة الغربية إلى الضفة الشَرقية مُكوناً المملكة الأردنية الهاشمية وبذلك أصبح الفلسطينيين مواطنيين أردنيين يَحق لهم الحصول على جواز سفر أردني.
وبعد حرب الأيام الستة عام 1967 استولت إسرائيل على ما تبقى من فلسطين فاحتلت الضفة الغربية وقطاع غزة، ومع ذلك استمرَ حق الفلسطينيين في الحصول على جوازات سفر أردنية وَحقهم في العَيش في الأردن، واعتُبر اللاجئين الفلسطينيين الذين يعيشون في الأردن مواطنين أُردنيين رسميين لا فَرق بينهم وبين الأُردنيين أنفُسهم. وفي 31 يوليو 1988 أَعلن ملك الأردن حسين بن طلال فَك الارتباط بين شَرق الأردن والضفة الغربية، ومنذُ ذلك التاريخ لم يعد سكان الضفة الغربية يتمتعون بالجنسية الأردنية ولكنهم برغم ذلك منحوا جوازات سفر أردنية مؤقتة صالحة لمدة عامين فقط يُستخدم لأعراض السَفر فَقط ولا يُشير إلى حصولهم على الجنسية.
في 2 أبريل 1995 أي بَعد عامين من إتفاقيات أوسلو، بَدأت السلطة الوطنية الفلسطينية بإصدار جوازات سفر في مناطق الحُكم الذاتي، وكانت هذه الجوازات ذات لون أخضر ومدة صلاحيتها 3 أَعوام وكانت تحتوي أيضاً على أرقام مُعرف شخصية صادرة عن الإدارة المدنية الإسرائيلية.
وفي 12 أغسطس 2008 أُعلن البدء عن إصدار جوازات سفر جديدة ذات لَون أسود ومدة صلاحية 5 سنوات بدلاً من 3 سنوات وتحتوي على 48 صفحة، وجاء هذا التغيير استجابةً لطلب قدمته وزارة الداخلية للحكومة الفلسطينية على ضوء ملاحظات ومطالب الشعب الفلسطيني وتذمره من قصر المدة ومن الصعوبات والكلفة الناجمة عن التجديد لا سيما للمواطنين المقيمين في الخارج والمواطنين كثيري الترحال والسفر.
تقوم السلطة الوطنية الفلسطينية بطرح عطاءات بخصوص موضوع طباعة الجوازات الفلسطينية، حيثُ أنَّ الجوازات الجديدة في بدايتها كانت تُطبع في ألمانيا، أما الآن فهي تُطبع في المطبعة الوطنية في فرنسا، وفي 12 أغسطس 2008 وصل عدد الحاصلين على الجوازات الفلسطينية منذ استلام السلطة الفلسطينية في عام 1994 حتى ذلك التاريخ (1995816) مواطناً، أي ما يقارب المليوني جواز سفر فلسطيني.
في عام 2022، بدأت وزارة الداخلية الفلسطينية إصدار جواز السفر الفلسطيني البيومتري.

## التبعات
يَعتبر الفلسطينيون الجواز «رمزاً بالغ الأهمية وأنهُ أحد مُقومات بناء الدولة الفلسطينية»، وقد قامت العَديد من الدُول بالاعتراف بجواز السفر الفلسطيني كَدليل على الاعتراف بدولة فلسطين والاعتراف بالجنسية الفلسطينية، ومنذُ عام 1997 بدأت السُلطة الفلسطينية بإصدار جواز السفر تحت اسم «السلطة الفلسطينية» بدلاً من «دولة فلسطين»، وفي شهر مايو عام 2002 أوضحت مصر وَالأردن وَالإمارات العربية المتحدة بأن الجواز الفلسطيني مُعترف بِه في دُولها شريطة وُجود تأشيرات دخول صالحة وأوراق أُخرى ضرورية تَسمح لأصحاب الجوازات بالسفر إلى بلدانهم.
وفي أكتوبر 2007 أَعلنت وزارة العدل اليابانية أنَّ اليابان تعترف بالجنسية الفلسطينية، حيثُ صَرحت الجهات الرسمية اليابانية قائِلةً (بما معناه): «نظراً لسعي السُلطة الفلسطينية على تحسين نفسها وتثبيت وجودها والسعي لقيام دولة كاملة وعملها على حل المسائل المتعلقة بجوازات السفر الخاصة بها، فقد قررت الحكومة اليابانية قبول الجنسية الفلسطينية»، وجاءَ هذا القرار عقب تَوصية الحزب الحاكم بأنَّه لم يعد ينبغي مُعاملة الفلسطينيين كعديمي الجنسية.

## أنواع الجواز
هناك ثَلاثة أنواع لجواز السَفر الفلسطيني والتي تُصدرها السلطة الوطنية الفلسطينية، وهي كالتالي:
- جواز السفر الدُبلوماسي (غِلافه أحمر اللون)، ويمنح للقيادات العُليا السياسية والاقتصادية والدينية والأمنية، إضافة لأعضاء السلك الدبلوماسي والحالات التي يمنحها رئيس السلطة الوطنية الفلسطينية أو دولة رئيس الوزراء.[17]
- جواز السفر العادي (غِلافه أسود اللون)، وهو جواز السفر الذي يعطى للفلسطينيين الذين يعيشون في الضفة الغربية وقطاع غزة، ويحتوي على رقم الهوية وعدة معلومات أُخرى، وتمتد فترة صلاحيته إلى 5 سنوات وأحياناً هناك تعقيد بالنسبة لسكان القدس الشرقية كونهم يحملون الهوية الإسرائيلية وجوازات السفر الأردنية.[18]
- جواز السفر الخاص باللاجئين الفلسطينيين، وهو نفس جواز السفر العادي، وَيُعطى لمن لا يملكون بطاقة هوية في مناطق السلطة من اللاجئين الفلسطينيين المُقيمين في سوريا ولبنان والعراق وباقي دول الشتات، وتُصدره السفارات الفلسطينية في هذه الدول.[16]

## مُلاحظة الجواز
يَتضمن جواز السفر الفلسطيني مُلاحظة مُدونة في الصفحة الثانية للجواز باللغة العَربية والإنجليزية، وَكُتبَ فيها:
- باللغة العربية:

- باللغة الإنجليزية:

مُلاحظة: في الجُزء الإنجليزي من النَص كُتبت كَلمة (PERSUANT) بِشكل خاطئ، حيثُ من المفروض أن تُكتب (PURSUANT).

## الترتيب
حَسب مُؤشر آرتن الأساسي لتصنيف الجوازات لعام 2018:
- حَسب المُؤشر فَإنَّ جواز السَفر الفلسطيني يَسمح بِدخول 44 دَولة من غير تأشيرة أو من خلال الحصول على تأشيرة عند الوصول إلى المطار، والدُول كالتالي:[20]

1. بنغلاديش
2. بوليفيا
3. بوروندي
4. كمبوديا
5. الرأس الأخضر
6. جزر القمر
7. جيبوتي
8. دومينيكا
9. الإكوادور
10. غينيا بيساو
11. هايتي
12. إندونيسيا
13. إيران
14. لاوس
15. ماكاو
16. مدغشقر
17. جزر المالديف
18. ماليزيا
19. ولايات ميكرونيسيا المتحدة
20. موريتانيا
21. موزمبيق
22. نيبال
23. نيكاراغوا
24. بالاو
25. ساموا
26. سيشل
27. سانت فينسنت والغرينادين
28. إسواتيني
29. تيمور الشرقية
30. تنزانيا
31. توغو
32. توفالو
33. أوغندا
34. زيمبابوي
35. فنزويلا
36. الهند
37. سريلانكا

- حسب المؤشر فَإنَّ الترتيب العالمي للجواز الفلسطيني يأتي في المَركز 85 مع الجواز الإيريتري والجواز الإثيوبي، وَيعتمد هذا الترتيب على عدد الدُول التي يسمح الجواز بدخولها من غير تأشيرة أو من خلال الحُصول على تأشيرة عند الوصول في المطار.[21]
- حسب المؤشر فَإنَّ الترتيب الفردي للجواز الفلسطيني يأتي في المَركز 188 من أصل 199 مركز، وَيعتمد هذا الترتيب على الخصائص الفردية للبلاد وعلى متطلبات الحصول على تأشيرة للدخول إليها.[22]
- حسب المؤشر فَإنَّ ترتيب الترحيب العالمي للجواز الفلسطيني يأتي في المَركز 21 من أصل 94 مَركز، وَيعتمد هذا الترتيب على مدى الترحيب الذي يلقاه الجواز.[23]